# India Lillie Davies
India Lillie Davies (2000) is een Brits actrice, zangeres en model. Ze is onder andere bekend van haar rol in de Britse televisieserie A Good Girl's Guide to Murder.

## Biografie
India Lillie Davies ging naar school aan de Castle Cary Primary School. Nadat ze hier was afgestudeerd, ging ze naar de Bruton School of Girls waaraan zen muziek- en dramaopleiding volgde. Op zestienjarige leeftijd tekende Davies een modellencontract bij First Model Management in Londen. In 2021 maakte ze haar acteerdebuut als Joanne Dellow in de televisieserie Call the Midwife. Davies werkte tegelijkertijd aan haat zangcarrière. In maart 2022 bracht ze de single Tissues uit. In augustus datzelfde jaar volgde de single Poison. In hetzelfde jaar kreeg ze een hoofdrol van Mina Murray in de horrorfilm Dracula - The Original Living Vampire. In 2023 speelde ze ook een hoofdrol in de korte film Fat Girl. In 2024 speelde ze de rol van Sasha in Bridgerton en de rol van Andie Bell in de Britse televisieserie A Good Girl's Guide to Murder. In laatstgenoemde speelde Davies een vermoedelijk door haar vriendje vermoord meisje, waarna Pip Fitz-Amobi, gespeeld door Emma Myers, uitzoekt wie de daadwerkelijke dader is.

## Filmografie

### Films
- 2022: Dracula - The Original Living Vampire
- 2023: Fat Girl

### Televisieseries
- 2021: Call the Midwife (Joanne Dellow)
- 2024: Bridgerton (Sasha)
- 2024: A Good Girl's Guide to Murder (Andie Bell)

## Discografie

### Singles
- Tissues (11 maart 2022)
- Poison (12 augustus 2022)